# Török Bálint (labdarúgó)
Török Bálint (Szekszárd, 1941. december 10. –) labdarúgó, csatár, balszélső.

## Pályafutása

### Klubcsapatban
A Szekszárdi Petőfi csapatában kezdte a labdarúgást. 1957-ben mutatkozott be az NB III-as csapatban.  1961 és 1969 között a Pécsi Dózsa együttesében szerepelt. 1970 és 1974 között a Szekszárdi Dózsa SE csapatában játszott és itt fejezte be az aktív labdarúgást. Ezt követően még négy éven játékos-edző volt az alsóbb osztályú Bogyiszló csapatában.

### A válogatottban
1960-ban az ifjúsági UEFA-tornán aranyérmes csapat játékosa volt. A magyar B-válogatottban tíz alkalommal szerepelt és bekerült az 1968-as mexikóvárosi olimpiára készülő csapat bővebb keretébe.

## Sikerei, díjai
- Ifjúsági UEFA-torna
  - győztes: 1960